# Schmetterlingsflieder
Der Schmetterlingsflieder (Buddleja davidii), auch Sommerflieder, Gewöhnlicher Sommerflieder, Schmetterlingsstrauch oder Fliederspeer genannt, ist eine Pflanzenart aus der Gattung Sommerflieder (Buddleja) in der Familie der Braunwurzgewächse (Scrophulariaceae). Mit den im Deutschen einfach als Flieder (Syringa) bezeichneten Ziersträuchern oder -bäumen aus der Familie der Ölbaumgewächse ist er nur über die Ordnung (Lamiales) verwandt.

## Beschreibung

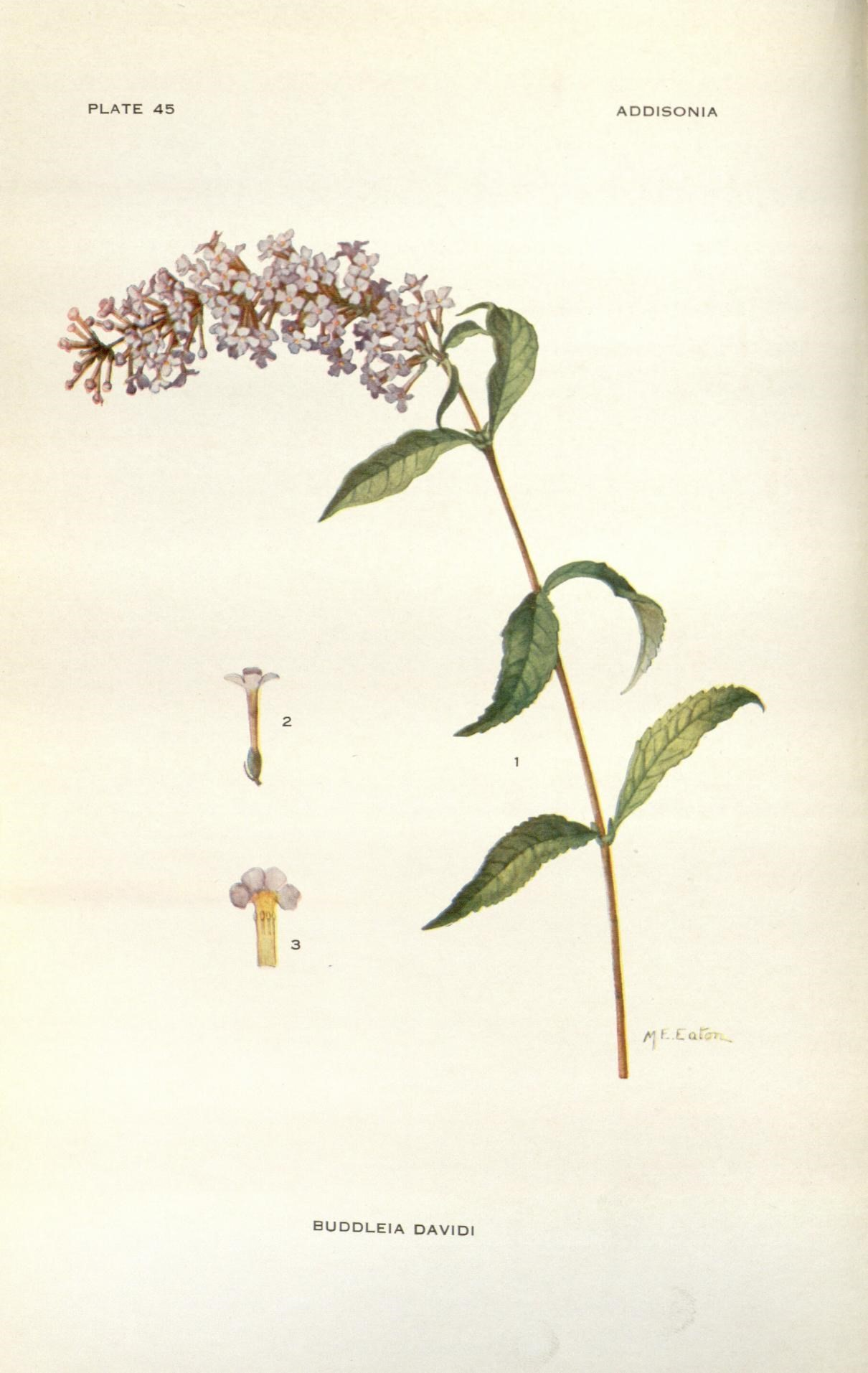
Illustration aus Addisonia, Tafel 045

### Vegetative Merkmale
Der Schmetterlingsflieder wächst als halbimmergrüner Strauch, der Wuchshöhen von 0,5 bis 5 Metern erreichen kann. Die fast vierkantigen Zweige besitzen eine charakteristische, filzig behaarte Rinde.
Die Laubblätter sind gegenständig an den Zweigen angeordnet. Die einfache Blattspreite ist bei einer Länge von bis zu 25 Zentimetern sowie einer Breite von etwa 7 Zentimetern schmal-lanzettlich und der Blattrand ist schwach gezähnt. Die Blattoberseite zeigt eine dunkelgrüne Farbgebung, die Blattunterseite ist graufilzig behaart. Die meist vorhandenen Nebenblätter sind mit einem Durchmesser von 1 bis 6 Millimetern fast rundlich bis eiförmig.

### Generative Merkmale
Der endständige, aufrechte, dichte, schmalkegelige, thyrsige Blütenstand erreicht eine Länge von 4 bis zu 30 Zentimeter und einen Durchmesser von 2 bis 5 Zentimeter. Die unteren Hochblätter sind laubblattförmig, die anderen sind klein und linealisch. Die Blüten blühen asynchron im Blütenstand, von unten nach oben.
Im Juni öffnen sich die angenehm nach Honig duftenden Blüten. Die zwittrigen, stieltellerförmigen, kurz gestielten bis sitzenden Blüten sind vierzählig mit doppelter Blütenhülle. Die vier 2 bis 3,5 Millimeter langen Kelchblätter sind glockenförmig verwachsen. Die vier lilafarbenen Blütenkronblätter sind zu einer etwa 1 Zentimeter langen, schmalen Kronröhre verwachsen, mit kurzen, ausgebreiteten Zipfeln. Die Krone ist in der mehr oder weniger behaarten Kronröhre orange, mit gelben Saftmalen am Schlund, bei der Wildform ist die restliche Blüte blaulila. Gartenformen können auch weiße, rosafarbene, purpurrote oder dunkelviolette Blüten haben. Die Narben und Staubbeutel bleiben in der Kronröhre verborgen. Es sind Nektarien vorhanden.
Die zweiklappigen, braunen, vielsamigen, schmal-ellipsoiden bis -eiförmigen Kapselfrüchte mit beständigem Kelch weisen eine Länge von 5 bis 9 Millimetern und einen Durchmesser von 1,5 bis 2 Millimetern auf. Die Samen sind bei einer Länge von 3 bis 5 Millimetern und einem Durchmesser von etwa 0,5 Millimetern ellipsoid und beidseits geflügelt.
Die Chromosomenzahl beträgt 2n = 76.

## Ökologie

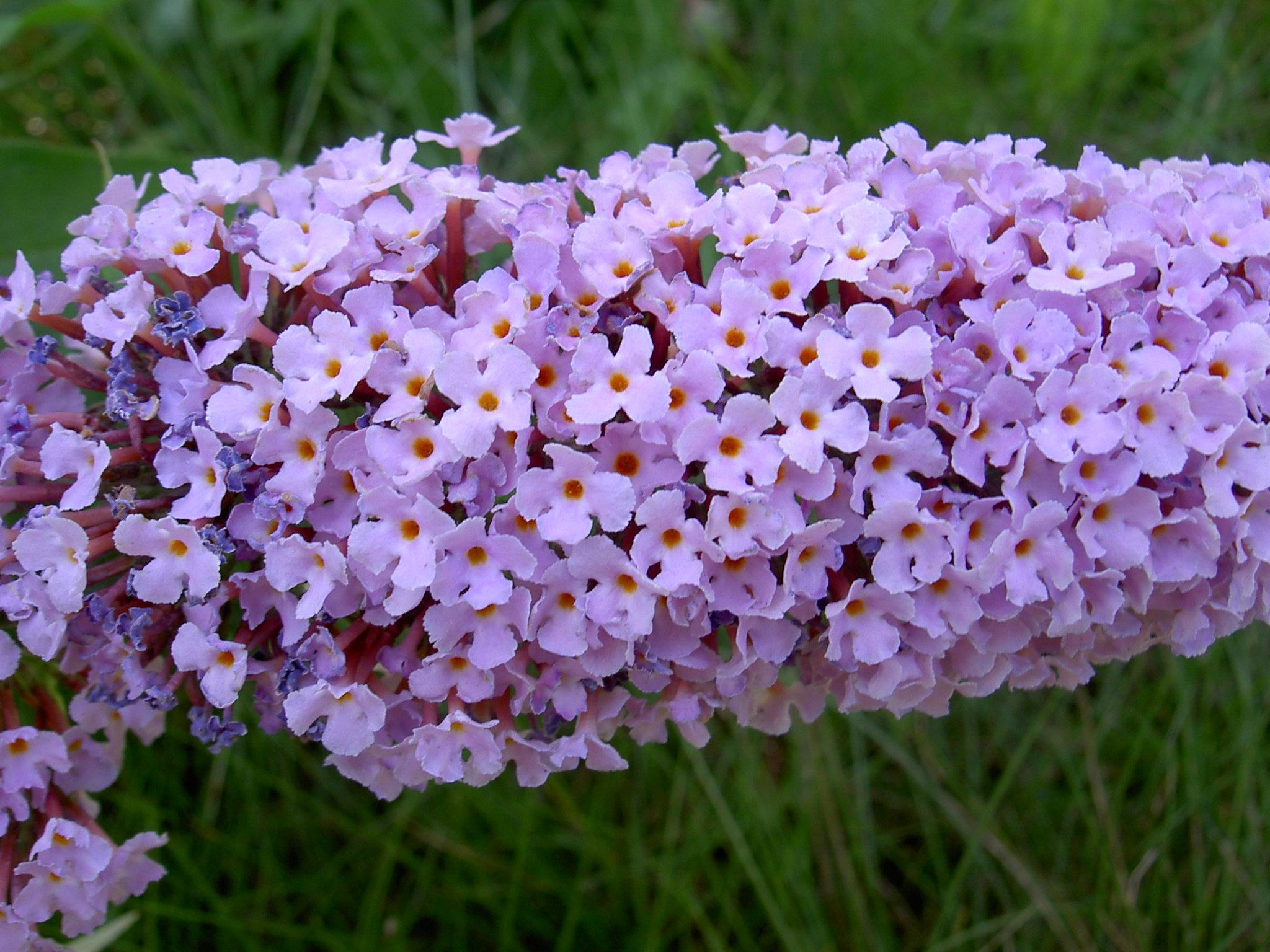
Teil eines Blütenstandes

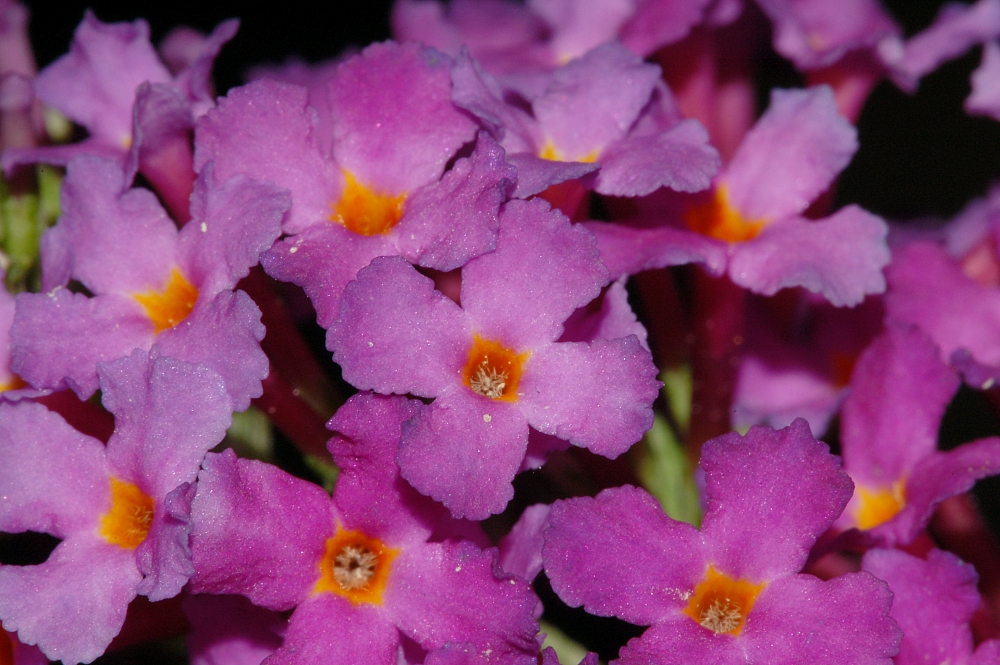
Vierzählige Blüten im Detail

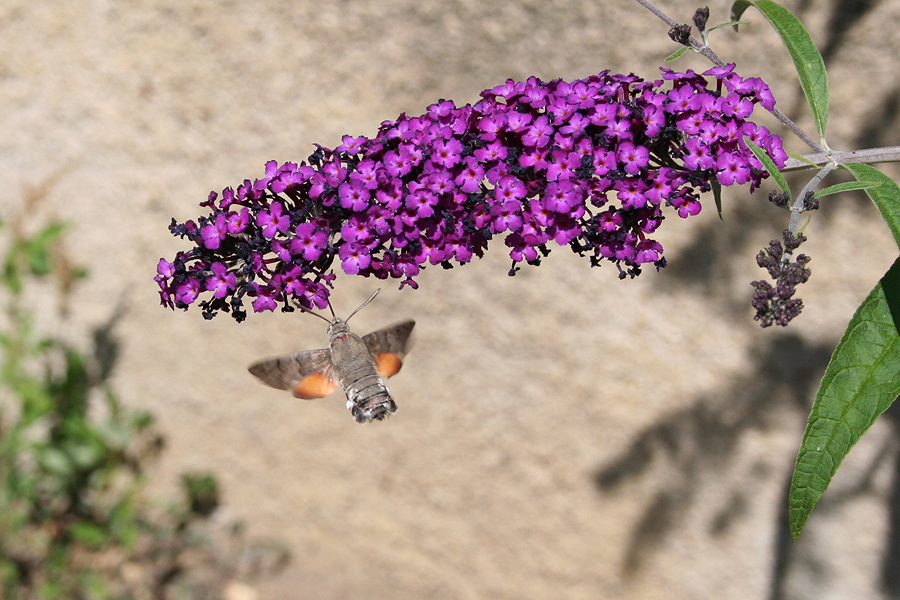
Taubenschwänzchen an Schmetterlingsflieder

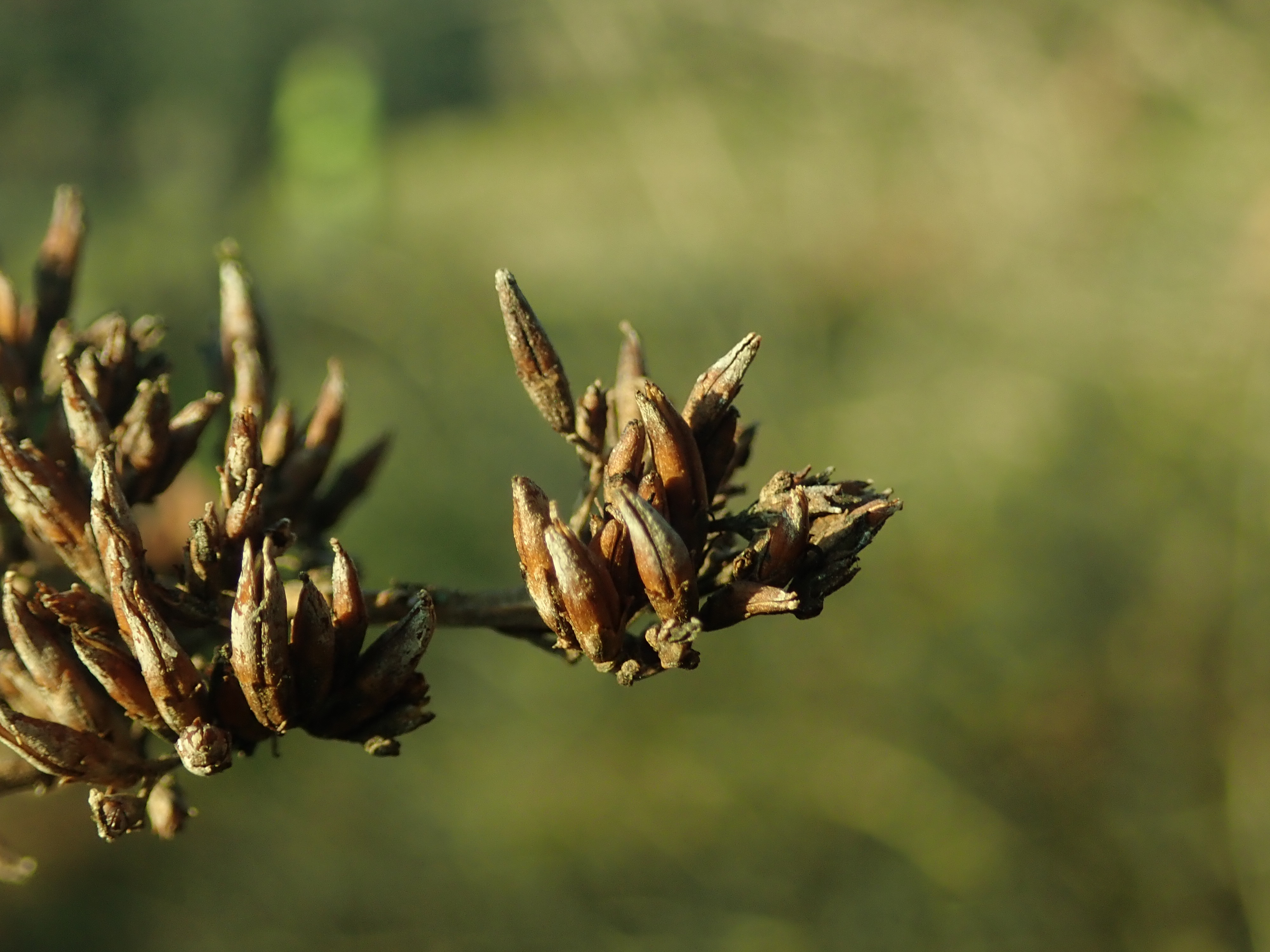
Früchte

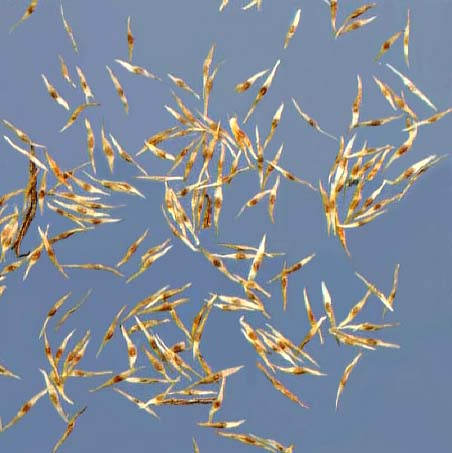
Samen

Die Bestäubung erfolgt durch langrüsselige Insekten, insbesondere durch Tagfalter und das Taubenschwänzchen.
Die Samen werden als Ballonflieger über den Wind ausgebreitet. Die Samenschale besitzt an beiden Enden blasige Gebilde, die als kleine Flügel die Windausbreitung unterstützen. Pro Jahr kann ein Exemplar ungefähr 20 Millionen Samen bilden.

## Giftigkeit
Der Schmetterlingsstrauch wird als wenig giftig eingestuft, wobei alle Pflanzenteile giftig sind, im Besonderen die Blätter und die Samen. Wirkstoffe sind die Glykoside Catalpol, Methylcatalpol, Aucubin und verschiedene Saponine.

## Vorkommen
Der Schmetterlingsflieder stammt aus China und Tibet; er wird in den gemäßigten Gebieten weltweit als Zierpflanze verwendet. Die nördliche Verbreitungsgrenze ist durch das Winterklima bestimmt: Bei Wintertemperaturen unter −20 °C sterben die Pflanzenexemplare in der Regel ab. Im Alpenraum findet er sein Optimum in Gesellschaften des Verbands Sambuco-Salicion.
Die Art gedeiht gut auf skelettreichen Böden; sie ist daher auf Gleisanlagen, an Bach- oder Flussufern oder auf dem Trümmerschutt in den Städten der Nachkriegsjahre zu finden, heute häufig entlang von Bahngleisen und auf brach liegenden Industrieflächen.
In Deutschland wurde 1928 der Schmetterlingsflieder das erste Mal auf einer Kiesbank im Rhein entdeckt.
Die ökologischen Zeigerwerte nach Landolt & al. 2010 sind in der Schweiz: Feuchtezahl F = 2 (mäßig trocken), Lichtzahl L = 4 (hell), Reaktionszahl R = 4 (neutral bis basisch), Temperaturzahl T = 4+ (warm-kollin), Nährstoffzahl N = 3 (mäßig nährstoffarm bis mäßig nährstoffreich), Kontinentalitätszahl K = 2 (subozeanisch).

### Neophyt
Als Gartenflüchtling etablierte sich der Schmetterlingsflieder in seinem Verbreitungsgebiet auch in der freien Natur und ist in Europa, Nordamerika, Australien und Neuseeland ein Neophyt.
Im Vereinigten Königreich und in der Schweiz wird der Schmetterlingsflieder darüber hinaus als invasive Art bewertet, die durch ihre rasche und schnelle Ausbreitung die Tendenz habe, die Artenvielfalt zu reduzieren; infolgedessen ist die Art in der Liste der gebietsfremden invasiven Pflanzen der Schweiz aufgeführt.
Im Frühjahr 2024 wurde die Art neben z. B. Kirschlorbeer oder Blauglockenbaum vom Schweizer Bundesrat in den Anhang 2.2 der Freisetzungsverordnung aufgenommen, wodurch ihr Verkauf, ihr Verschenken oder ihre Einfuhr in der Schweiz ab 1. September des Jahres als „invasive gebietsfremde Pflanze“ verboten ist.

## Systematik
Die Erstbeschreibung erfolgte 1887 durch den französischen Botaniker Adrien René Franchet Das Artepitheton davidii ehrt den französischen Naturforscher in China und Lazaristenpater Armand David. Ein Synonym für Buddleja davidii Franch. ist Buddleja variabilis Hemsl.
Der Schmetterlingsflieder wurde in die Familie der Schmetterlingsfliedergewächse (Buddlejaceae) gestellt, bis diese durch molekularbiologische Untersuchungen in die Braunwurzgewächse eingegliedert wurden. Dies wurde zuvor schon durch die Lebensweise von Rüsselkäfern der Gattung Cionus angedeutet, von denen Cionus hortulanus in Europa auf Braunwurzen und Königskerzen spezialisiert ist (beide Braunwurzgewächse), aber auch an Buddleja gefunden wurde.
Vor allem im gärtnerischen Zusammenhang werden eine Reihe von Varietäten von Buddleja davidii aufgeführt. Diese sind teilweise in früheren Jahrzehnten auch botanisch beschrieben worden, werden aber heute nicht mehr anerkannt und sind mit der typischen Varietät synonymisiert worden, so dass heute meist keine Varietäten mehr unterschieden werden. Unterschieden werden eine Reihe durch Züchtung aus verschiedenen chinesischen Wildherkünften gewonnenen Sorten und Cultivare, die sich etwa in der Wuchshöhe und der Blütenfarbe unterscheiden.
Diese Art wurde durch einen französischen Missionar, Armand David, im Jahr 1869 nach Europa eingeführt und ihm zu Ehren davidii benannt. Unabhängig davon wurde sie 1887 durch den irischen Botaniker und Sinologen Augustine Henry (1857–1930) aus Yichang importiert und durch William Botting Hemsley als Buddleja variabilis erneut beschrieben, die Synonymie wurde erst 25 Jahre später bemerkt. Die meisten heutigen Gartenpflanzen gehen auf durch Louis de Vilmorin und Ernest Wilson Ende des 19. Jahrhunderts gesammeltes Material zurück.

## Ähnliche Arten
Neben Buddleja davidii und seinen Sorten ist in den Parks und Gärten in den Gemäßigten Breiten auch noch der Wechselblättrige Sommerflieder (Buddleja alternifolia) verbreitet. Im Gegensatz zu Buddleja davidii blüht er an den vorjährigen Zweigen.